# Vera Egito
Vera Egito   (São Paulo, 8 d'abril de 1982) és una cineasta brasilera. Ha dirigit i escrit els curtmetratges Espalhadas pelo ar (2007) i Elo (2008), seleccionats per a la Setmana de la Crítica del Festival de Canes; el llargmetratge Amores Urbanos (2016) i la sèrie d'HBO Todxs Nós (2020).

## Biografia
Va néixer a São Paulo l'any 1982. És filla del fotògraf publicitari Luis Vellez i Giza. El matrimoni es va separar quan Vera tenia 12 anys. Va estudiar Audiovisuals a la Universitat de São Paulo i ja en el segon any va començar a treballar en pel·lícules universitàries, publicitat i vídeos institucionals. També va fer un curs per a guionistes a l'Escola de Cinema de San Antonio de los Baños (Cuba). El 2005, va començar la seva associació amb Heitor Dhalia (amb qui va contraure matrimoni i té una filla), col·laborant en el guió de la pel·lícula À Deriva i, el 2006, va ser ajudant de direcció del llargmetratge O Cheiro do Ralo. El 2007, Egito va escriure el seu treball final de grau, que va donar lloc a la pel·lícula Espalhadas pelo Ar, un reconegut curtmetratge de la directora. Tot seguit va estrenar Elo, del que va ser directora i guionista, basat en un conte que havia escrit ella mateixa. Aquestes dues obres, que van ser exhibides en la Setmana de la Crítica del Festival de Canes de 2009, tenen un toc autobiogràfic i retraten noies davant el ritu de pas a l'edat adulta.
Després de Canes, Egito es va unir a l'equip de directors de la sucursal brasilera de la productora estatunidenca Paranoid US, dirigint així vídeos publicitaris i videoclips com Você não vale nada, de Tiê; Nightwalker, de Thiago Pethit; o Lalala, de Karol Conka. També va dirigir el programa Viva Voz, de la cadena Gnt. El 2016 va signar el guió de Serra Pelada (dirigida per Dhalia) i va poder estrenar el seu primer llargmetratge, Amores Urbanos (2016). Per la primera, va rebre una nominació al Gran Premi del Cinema Brasiler en la categoria de millor guió; mentre que la segona va rebre la Menció d'Honor del Festin - Festival Itinerant en Llengua Portuguesa i nominada al Premi Sebastiane del Donostia Zinemaldia.
Va participar en el guió de la pel·lícula biogràfica Elis, sobre la cantant brasilera Elis Regina. Uns anys després, va tornar a col·laborar en l'adaptació del film en minisèrie. L'any 2019 va encapçalar l'equip de guionistes de la 4a i última temporada de la sèrie Me Chama de Bruna. A més, el 2020 va estrenar la sèrie d'HBO Tdxs Nós, que retrata la diversitat de gènere dels joves, narrant la vida quotidiana de persones marginades pel sexe, l'orientació, la identitat i el color.
Després de formar l'equip de guionistes dels llargmetratges Urubus (2020) i Lilith (2022), l'any 2023 va enllestir la seva següent pel·lícula d'autora, A Batalha da Rua Maria Antônia, que duia més d'una dècada en preproducció. Es tracta d'un docudrama ficcionat sobre els fets ocorreguts a São Paulo l'any 1968 entre alumnes de la Universitat de São Paulo i la Universitat Mackenzie. Amb aquesta pel·lícula va guanyar el premi al millor llargmetratge del Festival Internacional de Rio de Janeiro, el Premi Fundos de la Setmana Internacional de Cinema de Valladolid, i la nominació al millor director novell del Festival Internacional de Cinema de Chicago.

## Filmografia
| Any     | Títol                           | Tipus                           | Funcions              | Comentaris |
| ------- | ------------------------------- | ------------------------------- | --------------------- | --- |
| 2007    | O Cheiro do Ralo                | Llargmetratge, ficció           | Assistent de direcció | |
| 2007    | Espalhadas pelo Ar              | Curtmetratge, ficció            | Directora, guionista  | Mostra de la Setmana de la Crítica (Festival de Canes). |
| 2008    | Elo                             | Curtmetratge, ficció            | Directora, guionista  | Mostra de la Setmana de la Crítica (Festival de Canes). |
| 2009    | À Deriva                        | Llargmetratge, ficció           | Coguionista           | |
| 2012    | Viva Voz                        | Programa de TV                  | Directora             | |
| 2015-17 | Marias                          | Minisèrie                       | Directora, guionista  | |
| 2016    | Amores Urbanos                  | Llargmetratge, ficció           | Directora, guionista  | Menció d'Honor en el Festival Itinerant en Llengua Portuguesa. Nominada al Premi Sebastiane. |
| 2016    | Serra Pelada                    | Llargmetratge, ficció           | Coguionista           | Nominada al Gran Premi del Cinema Brasiler (guió original). |
| 2016    | Elis                            | Llargmetratge, biopic           | Coguionista           | |
| 2018    | Todas as Canções de Amor        | Llargmetratge, ficció           | Coguionista           | |
| 2019    | Me Chama de Bruna               | Sèrie de TV                     | Cap de guionistes     | |
| 2019    | Elis: Viver é Melhor que Sonhar | Sèrie de TV                     | Coguionista           | |
| 2020    | Urubus                          | Llargmetratge, ficció           | Coguionista           | |
| 2020    | Tdxs Nós                        | Sèrie de TV                     | Creadora, directora   | |
| 2022    | Lilith                          | Llargmetratge, ficció           | Coguionista           | |
| 2023    | A Batalha da Rua Maria Antônia  | Llargmetratge, ficció-docudrama | Directora, guionista  | Premi al millor llargmetratge del Festival Internacional de Rio de Janeiro. Premi Fundos de la Setmana Internacional de Cinema de Valladolid. Nominació al millor director novell del Festival Internacional de Cinema de Chicago. |
| 2023    | Dois Tempos                     | Sèrie de TV                     | Directora             | |